# Gniotowate

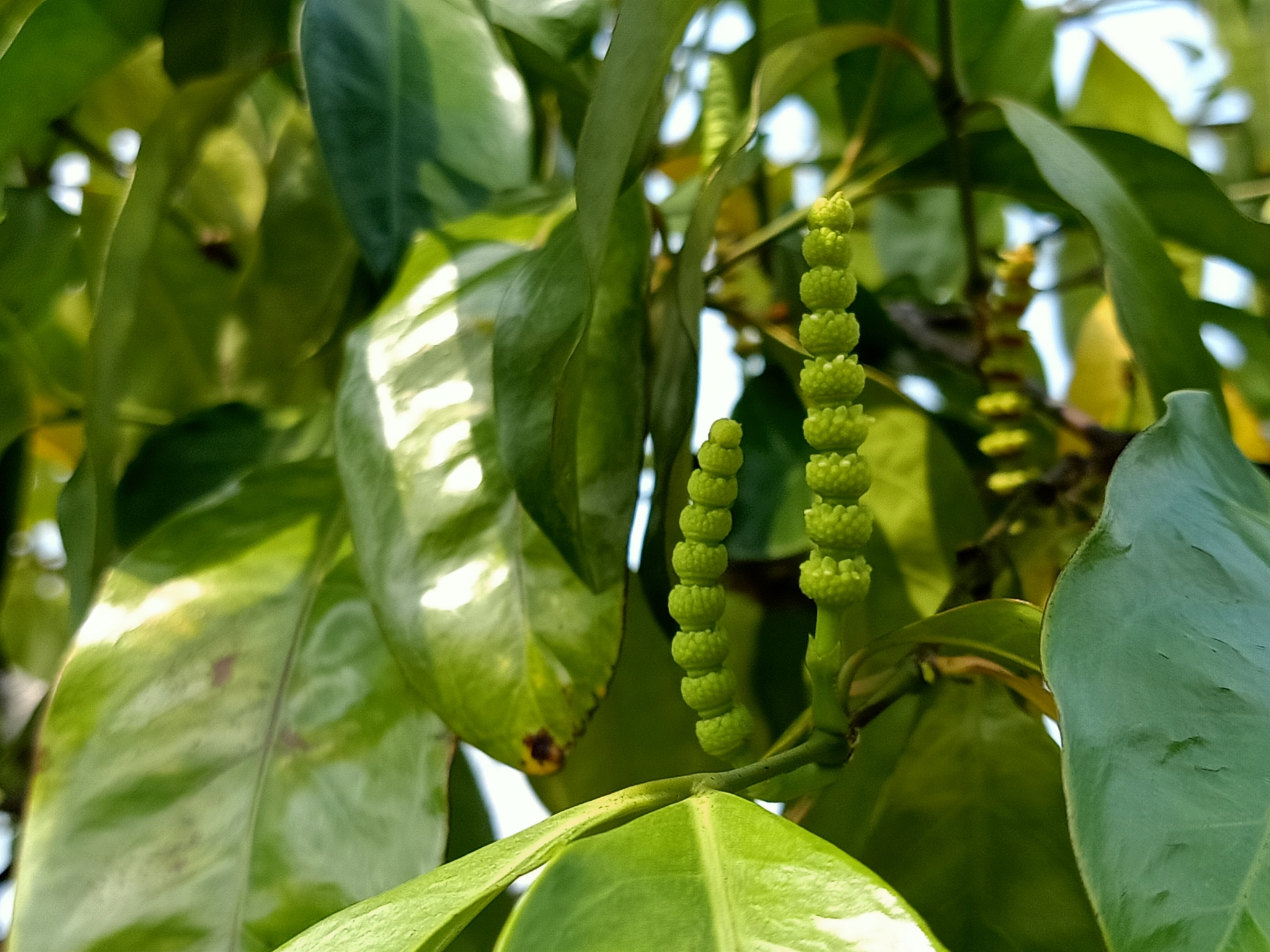
Kłosy Gnetum gnemon

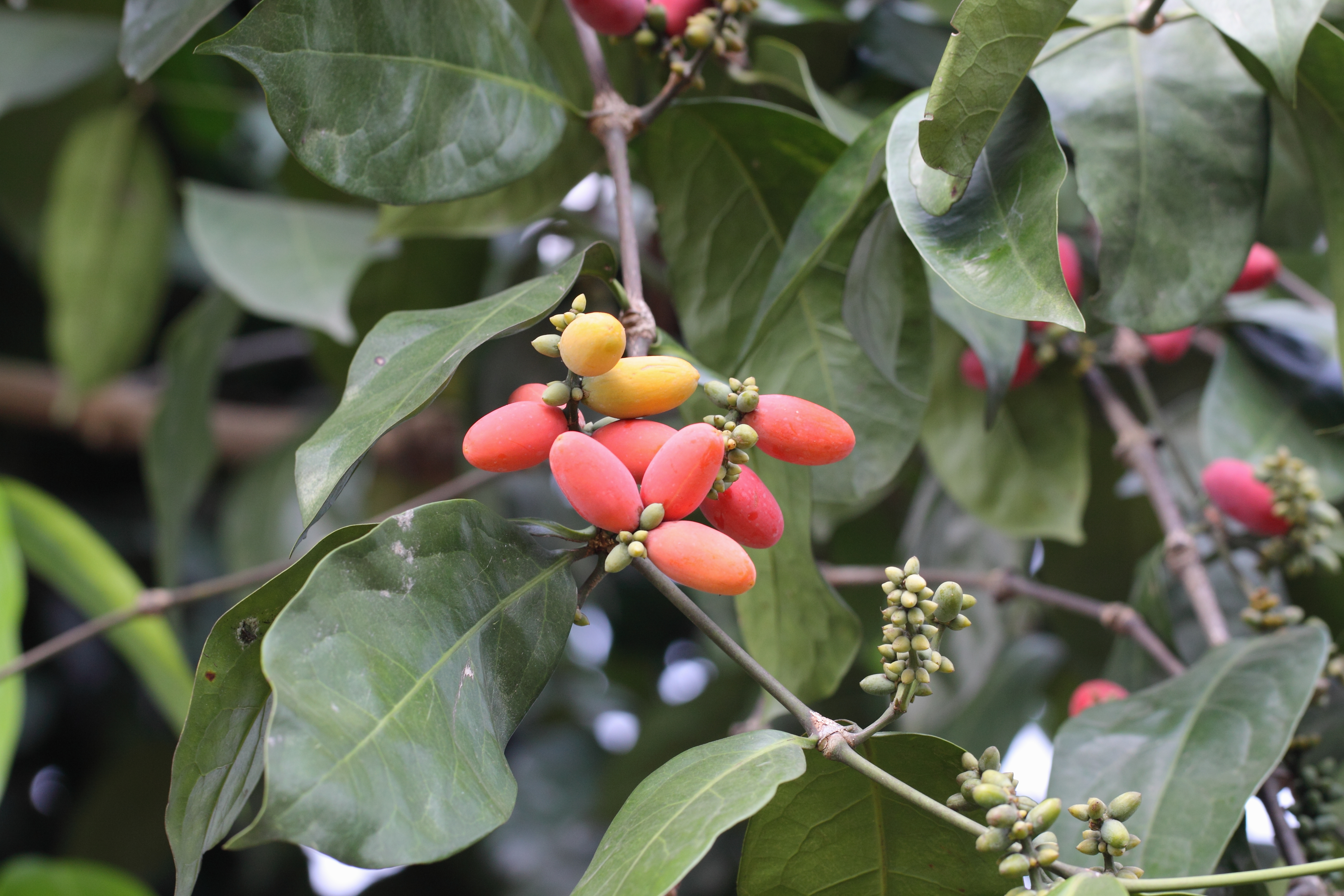
Nasiona Gnetum gnemon

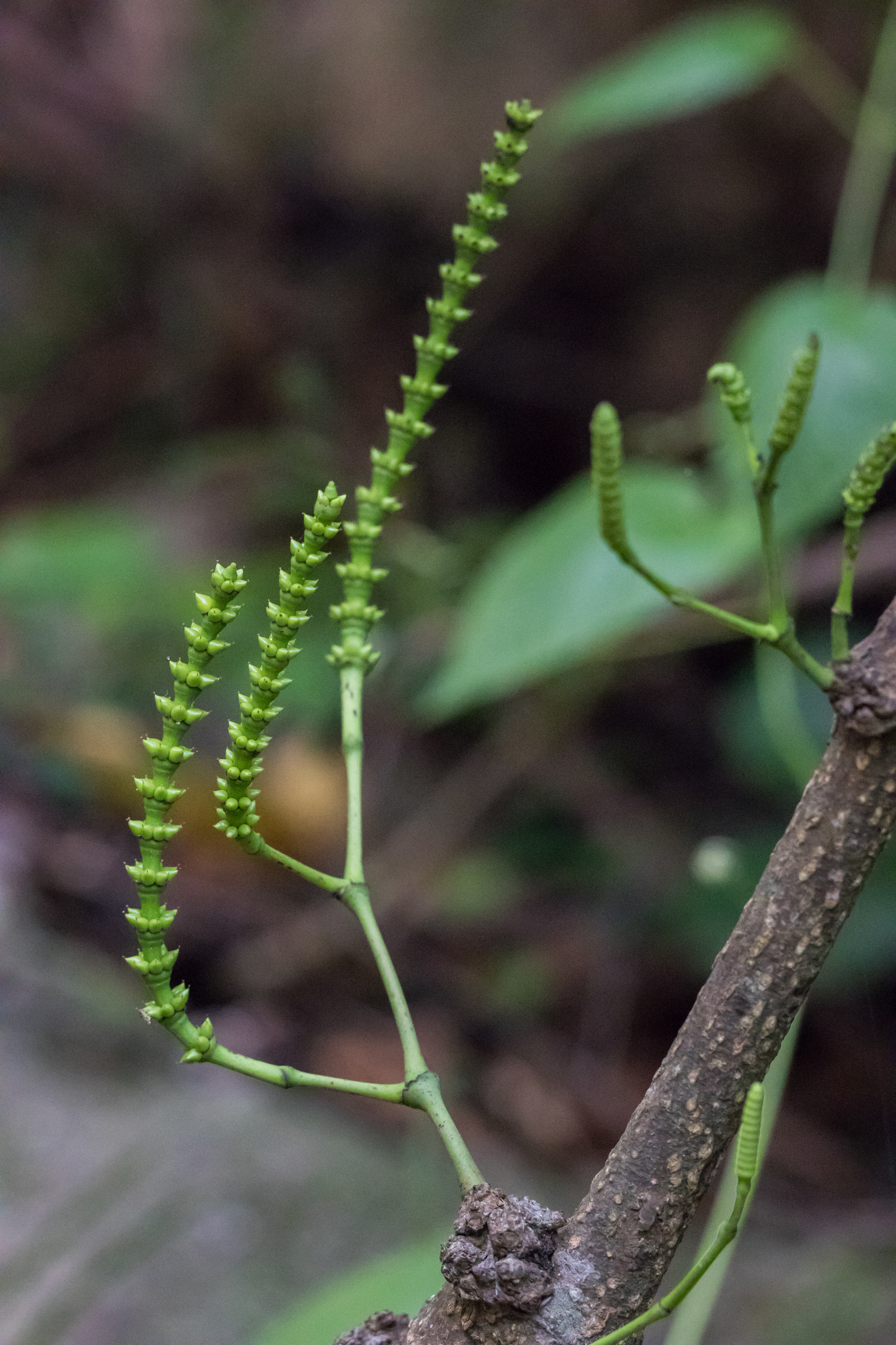
Kłosy Gnetum luofuense

Gniotowate (Gnetaceae) – monotypowa rodzina z rzędu gniotowców (Gnetales). Należy tu jeden rodzaj – gniot (Gnetum L.) z 43 gatunkami. Rośliny te występują w strefie międzyzwrotnikowej osiągając największe zróżnicowanie w Azji południowej i południowo-wschodniej (najbardziej rozpowszechniony tamtejszy gatunek – Gnetum gnemon sięga po północne krańce australijskiego stanu Queensland i Vanuatu). Cztery gatunki rosną w lasach równikowych środkowo-zachodniej Afryki i 10 w tropikach Ameryki Południowej (głównie w Amazonii). Większość przedstawicieli rodziny rośnie w niżowych wilgotnych lasach równikowych, czasem na skrajach lasów, na sawannie, w okresowo zalewanych zbiorowiskach nadrzecznych.
Rośliny te w wyniku konwergencji bardzo przypominają okrytonasienne m.in. budową liści, przebiegiem zapłodnienia, owadopylnością, obecnością naczyń przewodzących w drewnie. Wiele gatunków ma duże znaczenie użytkowe, głównie jako rośliny jadalne i włóknodajne. Gnetum gnemon ma jadalne liście i nasiona, po roztarciu dające mąkę służącą m.in. w Indonezji do wyrobu krakersów emping. Wykorzystywane są włókna z łyka tego i kilku gatunków występujących na Nowej Gwinei. Ze względu na trwałość stosowane są do wyrobu sieci, sznurów, toreb. Drewno G. gnemon używane jest jako konstrukcyjne. Jadalne liście i bulwy mają gatunki afrykańskie (G. africanum i G. buchholzianum) (zbierane są ze stanu dzikiego, szatkowane i spożywane po zagotowaniu lub zmieszaniu z olejem palmowym lub masłem orzechowym), G. costatum ma jadalne liście, nasiona i kwiatostany.
Nazwa Gnetum pochodzi od malajskiej nazwy rośliny Gnetum utan zarejestrowanej przez Georga Rumphiusa w Herbarium Amboinense z 1741. W XIX wieku stosowano polskie nazwy zwyczajowe „gnet” i „gniot”, w literaturze botanicznej XX wieku rozpowszechniła się tylko ta druga forma.

## Morfologia

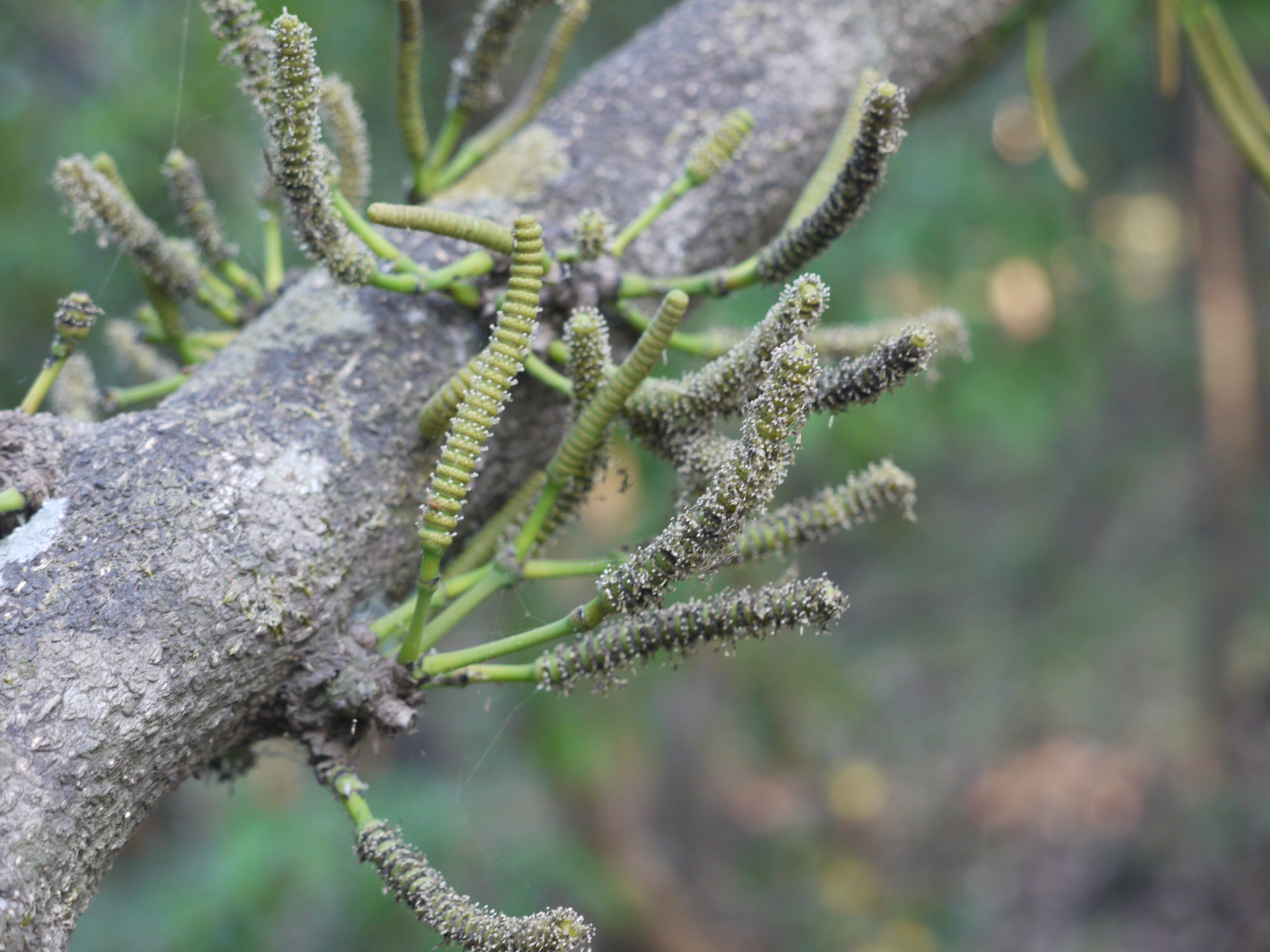
Gnetum edule

PokrójWieczniezielone liany o pędach owijających się na podporach, rzadziej drzewa i krzewy o pędach wznoszących się. Liście rozwijają się u nich tylko na krótkopędach, na wijących się długopędach liści brak lub są łuskowate (u G. ula). U krzewów i drzew pędy nie są zróżnicowane. Pędy są członowane, zwykle zgrubiałe w węzłach.
LiścieNakrzyżległe, bez przylistków, ogonkowe, pojedyncze, o całobrzegiej blaszce liściowej, siatkowato użyłkowanej, stosunkowo dużej.
Organy generatywneW niektórych źródłach konsekwentnie określane mianem mikro- i makrosporofili, w innych już opisywane jako kwiaty (choć z zastrzeżeniem, zwłaszcza w źródłach anglojęzycznych, że to pewne uproszczenie z braku lepszych rozwiązań, pozwalające uniknąć „niezręcznych opisów”). Są jednopłciowe, zebrane w okółkowo rozgałęzione struktury określane mianem kwiatostanów kłosokształtnych, megastrobili lub szyszek złożonych. Wyrastają one w rozwidleniach lub na szczytach pędów, czasem także ze starszych pędów (kaulifloria), nierzadko sukcesywnie w kolejnych latach z tego samego miejsca, rozgałęziające się w typie wierzchotki dwuramiennej. Większość gatunków jest dwupienna (poszczególne okazy mają kwiatostany/strobile tylko jednej płci), ale w kwiatostanach męskich często znajdują się płonne makrostrobile/zalążnie, które czasem dojrzewają jednak do zapłodnienia.
Zarówno złożone kwiatostany/szyszki męskie, jak i żeńskie, składają się z długiej osi podzielonej na kilkanaście międzywęźli i zgrubiałych węzłów. Z węzłów wyrastają pochwy w formie podniesionego kołnierza powstałe w wyniku zrośnięcia podsadek. Pochwy te obejmują kwiaty/szyszki proste wyrastające okółkowo w węzłach (z wyjątkiem najwyższych i najniższych węzłów, które zwykle pozostają sterylne). W kwiatostanach żeńskich w każdym okółku wyrasta 4–10 kwiatów. W kwiatostanach męskich na poszczególnych piętrach kwiatostanu rozwija się od 3 do 6 „kołnierzy” otaczających okółki kwiatów, których łączna liczba w kwiatostanie sięgać może setek (np. 400 u G. africanum) lub tysięcy (np. 3000 u G. edule). Kwiaty/szyszki męskie u nasady otoczone są kubeczkowatym okwiatem/mikrostrobilem oraz pierścieniem włosków. Składają się poza tym z jednego pręcika zakończonego dwoma lub czterema (w zależności od gatunku) jednokomórkowymi mikrosporangiami (woreczkami pyłkowymi). W kwiatach żeńskich znajduje się zalążek składający się z ośrodka (nucellus) i otaczającego go integumentu (osłonki). Poza tym rozwijają się dwie dalsze okrywy – środkowa i zewnętrzna, różnie określane też jako okwiat, osłonki lub nawet owocolistki. Po zapłodnieniu środkowa okrywa twardnieje, a zewnętrzna mięśnieje.

## Biologia
RozmnażaniePrzedrośla żeńskie nie tworzą rodni, a zapładnianych jest z reguły kilka jąder (przypomina to podwójne zapłodnienie typowe dla roślin okrytonasiennych).

## Systematyka
Gniotowate są grupą siostrzaną welwiczjowatych, a z kolei siostrzanym taksonem dla tej grupy są przęślowate. Ogromne różnice w budowie tych roślin były powodem podnoszenia ich do rangi rzędów lub nawet podklas, jednak według Simpsona (2010), w systemie Ruggiero i in. (2015) oraz przez APweb taksony te w randze rodzin łączone są w rząd gniotowców Gnetales.
Pozycja systematyczna rodziny
|  | Ephedraceae – przęślowate                                                                  |
|  |                                                                                            |
|  | \| \| Welwitschiaceae – welwiczjowate \| \| \| \| \| \| Gnetaceae – gniotowate \| \| \| \| |
|  |                                                                                            |
|  | Welwitschiaceae – welwiczjowate                                                            |
|  |                                                                                            |
|  | Gnetaceae – gniotowate                                                                     |
|  |                                                                                            |

|  | Welwitschiaceae – welwiczjowate |
|  |                                 |
|  | Gnetaceae – gniotowate          |
|  |                                 |

Podział rodziny i wykaz gatunków
Rodzaj: Gnetum Linnaeus, Syst. Nat. ed. 12. 2: 637. 15-31 Oct 1767 (gatunek typowy: G. gnemon Linnaeus)

- Gnetum acutum Markgr.
- Gnetum africanum Welw.
- Gnetum arboreum Foxw.
- Gnetum bosavicum Markgr.
- Gnetum buchholzianum Engl.
- Gnetum camporum (Markgr.) D.W.Stev. & Zanoni
- Gnetum catasphaericum H.Shao
- Gnetum contractum Markgr.
- Gnetum costatum K.Schum.
- Gnetum cuspidatum Blume
- Gnetum diminutum Markgr.
- Gnetum edule (Willd.) Blume
- Gnetum formosum Markgr.
- Gnetum giganteum H.Shao
- Gnetum globosum Markgr.
- Gnetum gnemon L.
- Gnetum gnemonoides Brongn.
- Gnetum gracilipes C.Y.Cheng
- Gnetum hainanense C.Y.Cheng ex L.K.Fu, Y.F.Yu & M.G.Gilbert
- Gnetum interruptum Biye
- Gnetum klossii Merr. ex Markgr.
- Gnetum latifolium Blume
- Gnetum latispicum Biye
- Gnetum leptostachyum Blume
- Gnetum leyboldii Tul.
- Gnetum loerzingii Markgr.
- Gnetum luofuense C.Y.Cheng
- Gnetum macrostachyum Hook.f.
- Gnetum microcarpum Blume
- Gnetum montanum Markgr.
- Gnetum neglectum Blume
- Gnetum nodiflorum Brongn.
- Gnetum oblongum Markgr.
- Gnetum oxycarpum Ridl.
- Gnetum paniculatum Spruce ex Benth.
- Gnetum parvifolium (Warb.) W.C.Cheng
- Gnetum pendulum C.Y.Cheng
- Gnetum raya Markgr.
- Gnetum ridleyi Gamble ex Markgr.
- Gnetum schwackeanum Taub. ex Schenck
- Gnetum tenuifolium Ridl.
- Gnetum urens (Aubl.) Blume
- Gnetum venosum Spruce ex Benth.